# Tarantela
Tarantela is een compositie van Heitor Villa-Lobos.
Hij schreef het kortdurende werkje in eerste instantie voor gitaar solo. Villa-Lobos componeerde het werk “vanuit de gitaar” en schreef een ongebruikelijke vingerzetting voor "E", staande voor dat de bovenste toon uit het te spelen akkoord gespeeld moet worden op de bovenste snaar (in de standaard houding). Een jaar later zou hij ook een versie voor piano (W041) schrijven en in 1913 kwam Tarantela terug in de Suite voor piano en orkest (Suite para piano e orquestra).
Bijzonderheden:
- Voor de opname voor Naxos in 2014 heeft de betreffende gitarist Andrea Bissoli de vingerzetting nog enigszins aangepast, maar liet de "E-passage" staan
- Naxos vermeldde World Première Recording
- De gitaarversie is in 2016 de enige die verkrijgbaar is op geluidsdrager
- De pianoversie kreeg op 17 november 1917 haar première bij een concert gegevens door Ermani Braga in Rio de Janeiro, Salaô Nobre
- in 2016 zijn geen gedrukte uitgaven bekend van Tarantela; het manuscript voor gitaar bevindt zich in het Museu Villa-Lobos